# Hypnoscope

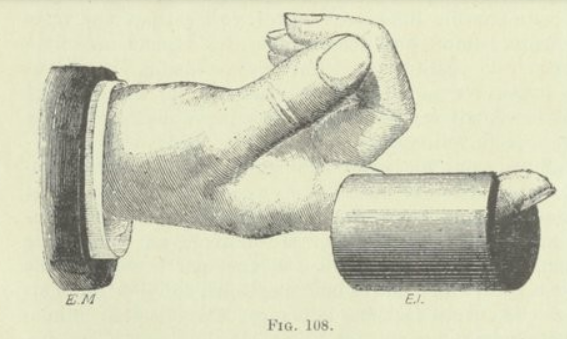
Hypnoscope (dans le Dictionnaire de physiologie, vol. VIII, le 1er janvier 1909).

Un hypnoscope est un instrument destiné à déterminer la sensibilité d'une personne aux influences hypnotiques.

## Principe

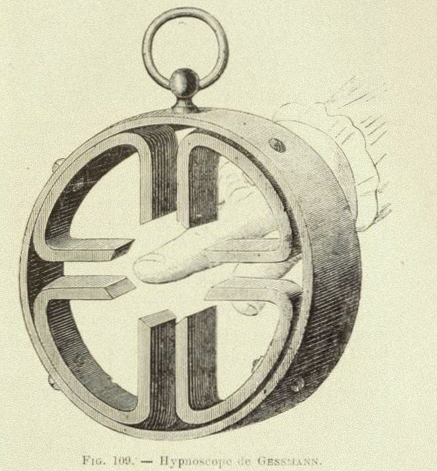
Hypnoscope de Gessman (1909).

Beaucoup d'hypnotiseurs, dont Franz-Anton Mesmer et d'autres, ont affirmé que le corps humain était sensible aux champs magnétiques. À la fin du XIXe siècle, des psychologues ont essayé de mesurer la sensibilité de l'homme à l'hypnose avec des aimants.
Le patient devait insérer un doigt à l'intérieur d'un cylindre ou dans un espace entre les aimants, puis rapporter ses sensations. S'il se sentait étourdi ou si son état changeait de façon spectaculaire, on croyait alors que le patient était prédisposé à l'hypnose et qu'il était facilement influençable.

## Histoire
Julian Ochorowicz, et Gustav Wilhelm Gessman, ont créé leurs hypnoscopes originaux pour tester la sensibilité de leurs patients à l'hypnose.
L'instrument et la méthode ont rencontré de sérieuses critiques de la part de Frank Podmore et, finalement, les psychologues ne s'y sont plus intéressés.